# Stridsportion

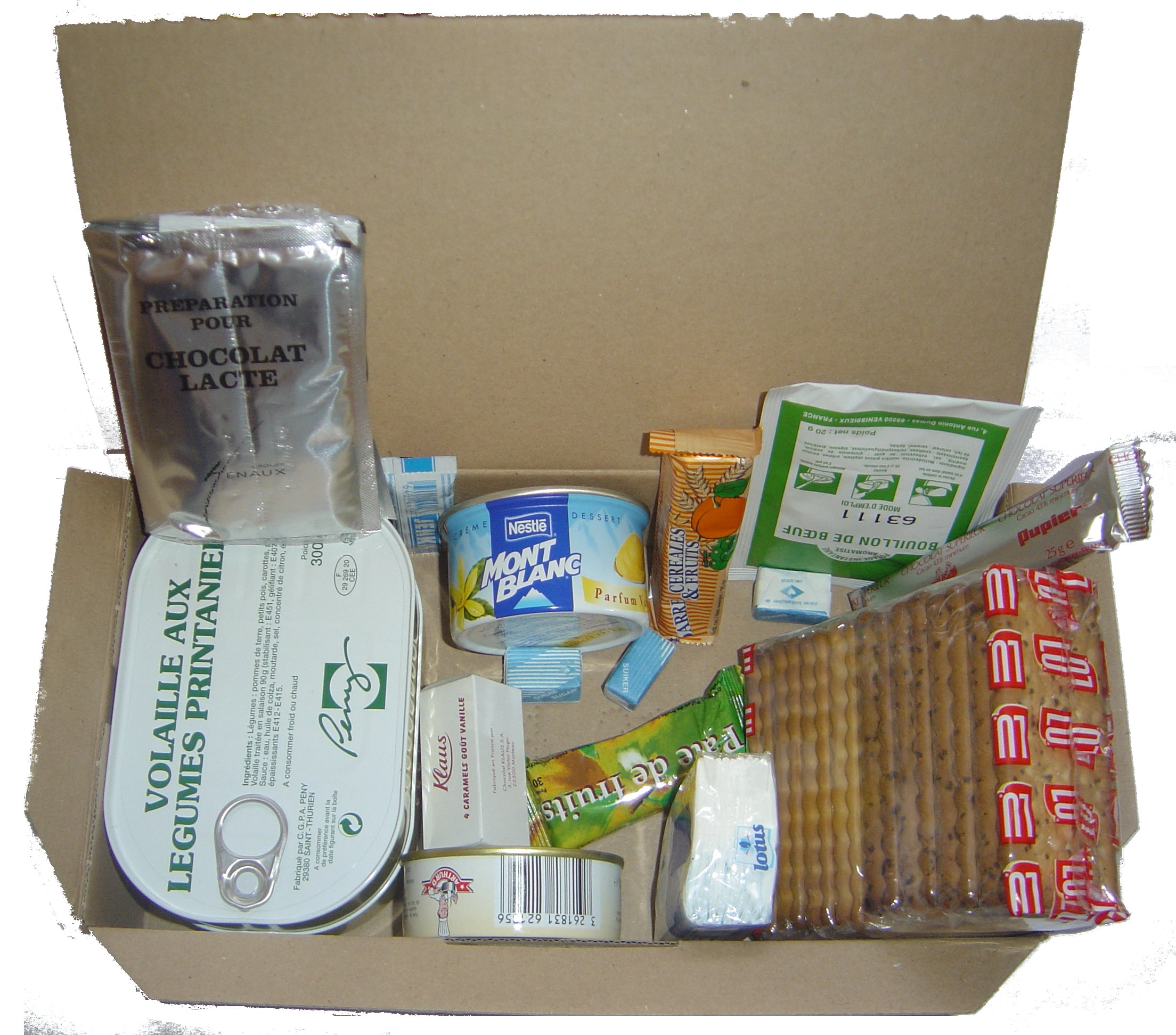
En stridsportion från franska armén

Stridsportion är den portion mat en soldat kan få för att kunna lösa sina uppgifter i krig eller konflikt. Dagsbehovet för en soldat utomhus i kallt klimat och under fysisk aktivitet är i Sverige ca 16 800 kJ/dygn. Stridsportionen ersätter inte regelbundna måltider fullt ut, utan används då ett förband är i strid eller på marsch och inte kan få lagad mat från kokgrupp eller liknande.

## Sverige

### Exempel på stridsportion (två måltider)
Som stridsportion räknas även jägarportion, men den har ett högre näringsvärde. Nedanstående stridsportion ger drygt 16 000 kJ. En jägarportion kan ha samma innehåll, men den konserverade maten ersätts ofta av frystorkade maträtter.
- Konserverad mat (I Sverige paketerades den historiskt i guldfärgade konservburkar, populärt kallad "guldburkar")
- Konserverat smörgåspålägg
- Chokladkaka
- Socker
- Godis
- Te och kaffe
- Chokladdryck
- Pulversoppa
- Saftpulver
- Salt/peppar
- Vetekex